# 京都のお引越し
『京都のお引越し』（きょうとのおひっこし）は、朝日放送テレビと松竹撮影所の共同制作により、2023年12月29日に朝日放送テレビ（関西ローカル）で23時4分から23時59分に放送されたテレビドラマ。主演は正門良規（Aぇ! group）。
京都を舞台に、主人公の心の機微とリアルな京都の息づかいを感じる、ドキュメンタリーテイストの新感覚ドラマ。

## あらすじ
大宮俊也は大阪で働きながらも、会社と家を往復するだけの生活に疲弊していた。そんな中、京都でアンティークショップを営む従姉の市原佐紀の元を訪れ、彼女の友人の平野奈緒と出会う。彼女たちの案内で、俊也は京都の自然や知られざる魅力に触れながら、自分の人生における「やりたいこと」を見つけていく。

## キャスト
大宮俊也（おおみや としや）〈27〉
演 - 正門良規（Aぇ! group）
美大出身の入社5年目の会社員。仕事に大きな不満はないが、会社と大阪の実家を往復するだけの生活に疲弊する。
京都に滞在する数日間の中で人生の「やりたいこと」を改めて見つけていく。
市原佐紀（いちはら さき）
演 - 蓮佛美沙子
俊也の従姉（母方の伯母の娘）。姉のような存在。
3年前アパレル関係の会社を辞め、京都でアンティークショップを営む。京都に迎え入れられた経験を持つ。
平野奈緒（ひらの なお）
演 - 安藤玉恵
佐紀の年上の友人。家具職人。俊也を京都の知られざる一面へと誘う。

## スタッフ
- 演出 - 吉見拓真[2]
- 脚本 - 横幕智裕[2]
- 音楽 - ベンジャミン・べトゥサック[2]
- プロデューサー - 佐々木匡哉（朝日放送テレビ）、春名雄児（朝日放送テレビ）、清水啓太郎（松竹撮影所）、東島真一郎（松竹撮影所）[2]
- 制作 - 松竹撮影所[2]
- 製作・著作 - 朝日放送テレビ[2]

## ロケ地
| ロケ地             | 取り扱う品・業種     | 備考       |
| ------------------ | -------------------- | ---------- |
| dialogue           | アンティーク         | 佐紀の店   |
| 酒と肴 土と日      | 飲食店               | 佐紀の自宅 |
| 松屋常盤           | 和菓子               | -          |
| 加藤順漬物店       | 京漬物               | -          |
| ボタンの店エクラン | ボタン               | -          |
| ARUSE              | アンティーク照明器具 | -          |
| 民の物             | インテリア用品       | -          |
| 長谷川陶器店       | 陶器                 | -          |
| グリル猫町         | 飲食店               | -          |

## 受賞
- 東京ドラマアウォード2024 ローカルドラマ賞[3]